# Сили за териториална отбрана на Украйна
Силите за териториална отбрана (на украински: Війська територіальної оборони) са военният мобилизационен резерв на въоръжените сили на Украйна.
Силите за териториална отбрана са сформирани след реорганизацията на батальоните за териториална отбрана, доброволни милиции, създадени по време на войната в Донбас. Те се сформират от резервисти и в случай на война може да бъдат увеличени до местни цивилни доброволци за местна отбрана, в случай на масова мобилизация. В силите за териториална отбрана е и Чуждестранния легион за териториална отбрана на Украйна, сформиран от чуждестранни доброволци.

## Мисия
- Защита на държавни органи, местни власти, критични съоръжения и комуникации.
- Разгръщане на контролно-пропускателни пунктове.
- Борба с диверсионно-разузнавателните сили на противника, сформирани от противозаконни въоръжени формирования и мародери.
- Поддържане на безопасност и сигурност на съответните им територии (район, град).
- Организиране на съпротива и (или) партизански групи - в случай на овладяване на територия от врага.
- Извънредни ситуации на природни и причинени от човека бедствия в мирно време.

## История
В края на 2014 г. системата за териториална отбрана на Украйна се променя. Батальоните за териториална отбрана са реорганизирани и прехвърлени в механизираната пехотна бригада на сухопътните войски. За да ги замени, постепенно е въведена нова структура на силите за териториална отбрана на въоръжените сили.
Примерът на украинските сили по-късно е използван от Полша за изграждане на собствени въоръжени сили, които от 2015 г. прилагат подобна практика.
Регионалните военни комисариати образуват отделни стрелкови батальони. Окръжните (градските) военни комисариати образуват отбранителни части в количество от 2 до 5 части, в зависимост от поставените задачи. Окръжните военни комисариати имат щабна отбранителна рота, ангажирана със задачата по териториална отбрана.
На 25 май 2021 г. президентът Володимир Зеленски внася във Върховната Рада (националния парламент на Украйна) закон „въз основа на националната съпротива“, който предлага увеличаване на броя на въоръжените сили на Украйна с 11 000 военнослужещи. На 16 юли 2021 г. парламентът одобрява този законопроект, а на 29 юли 2021 г. Зеленски подписва закона.
На 1 януари 2022 г. броят на въоръжените сили се увеличава с 11 000: 10 000 за Силите за териториална отбрана и 1000 за Силите за специални операции.
На 11 февруари 2022 г. планираният брой доброволци е увеличен на 1,5 до 2 милиона.
В резултат на руската инвазия в Украйна през 2022 г., резервистите на Силите за териториална отбрана са мобилизирани и няколко цивилни се присъединяват към местните групи за териториална отбрана, за да се борят с руските войски. На 25 февруари украинското правителство раздава 18 000 оръжия за местните, желаещи да се бият в Киев.
На 27 февруари, в резултат на многото желаещи чужденци да се бият за Украйна, президентът Зеленски създава Чуждестранен легион за териториална отбрана на Украйна, който е поставен под командването на силите за териториална отбрана.